# Pelargopsis capensis
Il martin pescatore dal becco di cicogna (Pelargopsis capensis (Linnaeus, 1766)) è un uccello della famiglia Alcedinidae, largamente, ma discontinuamente, diffuso nell'Asia meridionale tropicale, dall'India e dallo Sri Lanka fino all'Indonesia. Questo martin pescatore è pressoché stanziale in tutto il suo areale.

## Descrizione

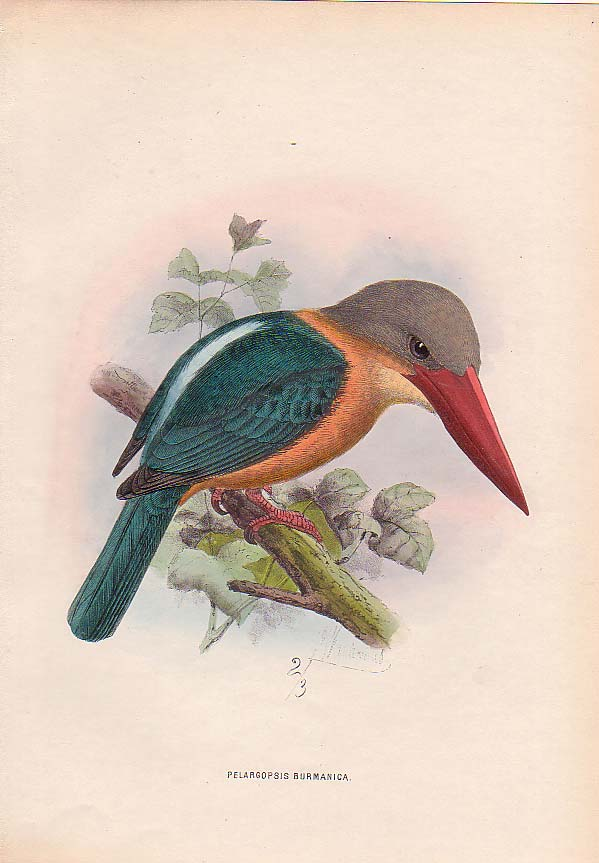
Pelargopsis capensis burmanica in un disegno di Keulemans

È un martin pescatore molto grande, lungo 35 cm. L'adulto ha il dorso verde, le ali e la coda azzurri e la testa grigia. Il ventre e il collo sono color camoscio. Il grosso becco e le zampe sono di color rosso brillante. Il volo del martin pescatore dal becco di cicogna è pesante e battente, ma diretto. I sessi sono simili. Ne esistono 15 specie, differenziate tra di loro soprattutto nei dettagli del piumaggio, ma P. c. gigantea delle Isole Sulu ha la testa, il collo e il ventre bianchi.

## Biologia
Il richiamo di questo rumoroso martin pescatore è un basso peer-por-por udibile anche da lunga distanza e ripetuto ogni 5 secondi o un gracchiante ke-ke-ke-ke-ke-ke.
Il martin pescatore dal becco di cicogna è una specie che abita in una vasta gamma di ambienti forestali nei pressi di laghi, fiumi o coste. Quando è in cerca di cibo si appollaia silenziosamente e, nonostante le sue dimensioni, passa spesso inosservato. È territoriale e può cacciare via aquile e altri grandi predatori. Questa specie va a caccia di pesci, rane, granchi, roditori e giovani uccelli.
Il martin pescatore dal becco di cicogna scava il nido in un argine fluviale, in un albero in decomposizione o in un nido di termiti arboricole. Generalmente viene deposta una covata composta da due a cinque uova bianche e rotonde.

## Galleria d'immagini

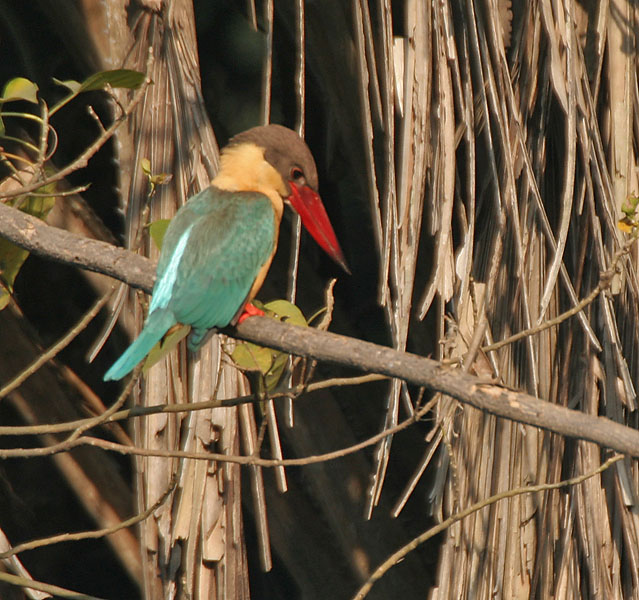
Un esemplare osserva una possibile preda a Calcutta, Bengala Occidentale, India.
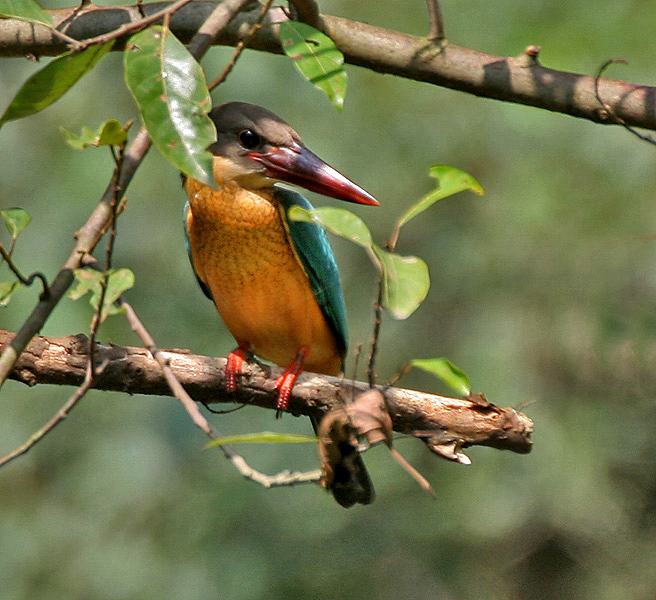
Un esemplare appollaiato sopra una pozza d'acqua a Calcutta, Bengala Occidentale, India.
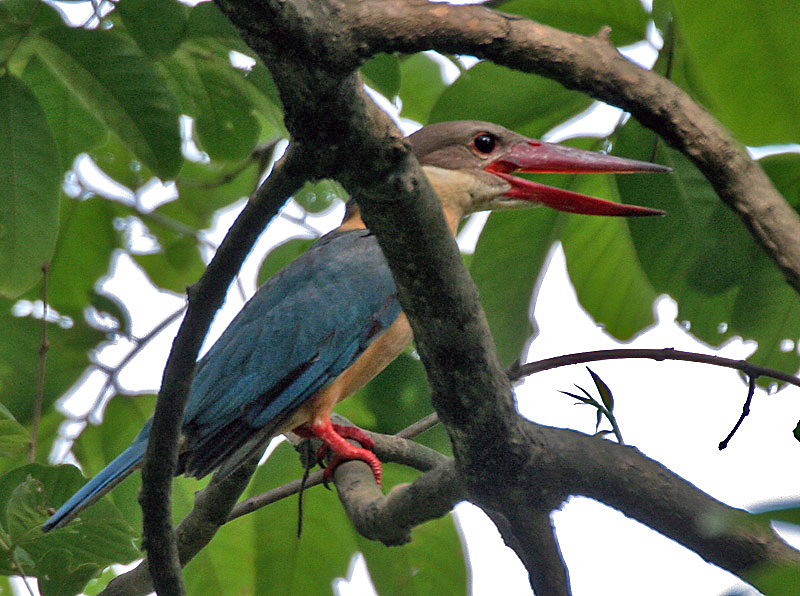
Un esemplare sta emettendo dei richiami a Calcutta, Bengala Occidentale, India.
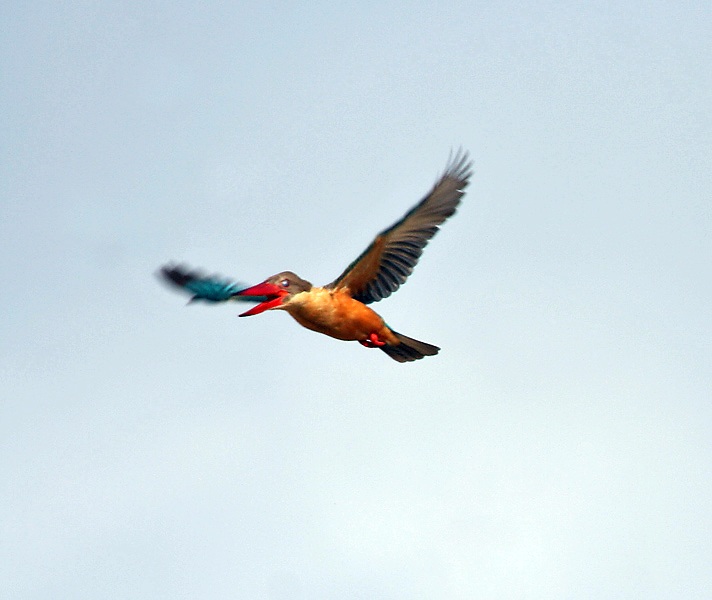
Un esemplare a Calcutta, Bengala Occidentale, India.
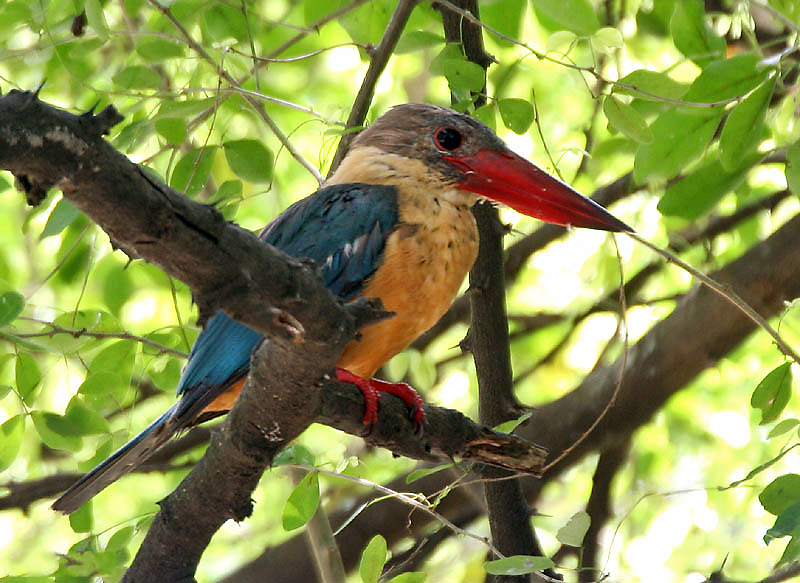
Un esemplare a Calcutta, Bengala Occidentale, India.
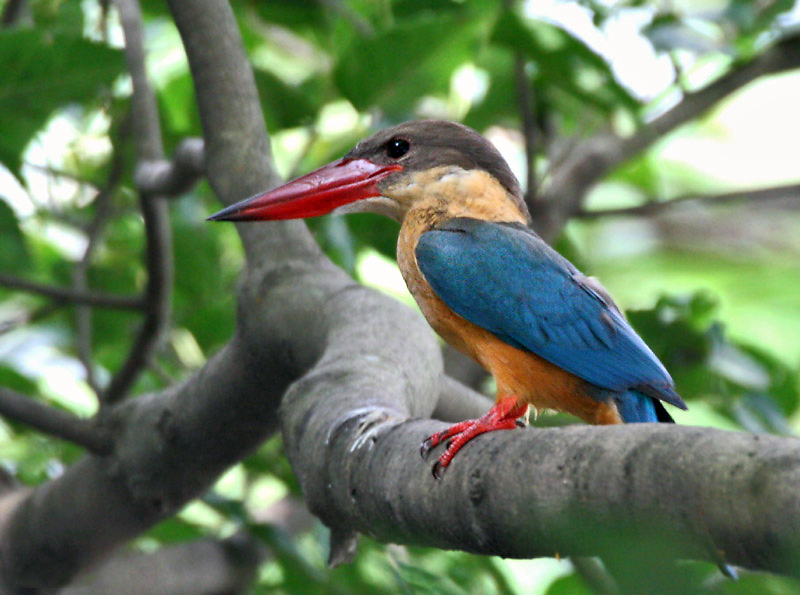
Un esemplare a Calcutta, Bengala Occidentale, India.